# Tricerma vitis-idaeum
Tricerma vitis-idaeum là một loài thực vật có hoa trong họ Dây gối. Loài này được (Griseb.) Lundell miêu tả khoa học đầu tiên năm 1971.